# Potterville
Potterville es una ciudad ubicada en el condado de Eaton en el estado estadounidense de Míchigan. En el Censo de 2010 tenía una población de 2617 habitantes y una densidad poblacional de 554,88 personas por km².

## Geografía
Potterville se encuentra ubicada en las coordenadas 42°37′40″N 84°44′48″O / 42.62778, -84.74667. Según la Oficina del Censo de los Estados Unidos, Potterville tiene una superficie total de 4.72 km², de la cual 4.36 km² corresponden a tierra firme y (7.63%) 0.36 km² es agua.

## Demografía
Según el censo de 2010, había 2617 personas residiendo en Potterville. La densidad de población era de 554,88 hab./km². De los 2617 habitantes, Potterville estaba compuesto por el 94.23% blancos, el 1.3% eran afroamericanos, el 0.65% eran amerindios, el 0.53% eran asiáticos, el 0.04% eran isleños del Pacífico, el 0.65% eran de otras razas y el 2.6% pertenecían a dos o más razas. Del total de la población el 5.69% eran hispanos o latinos de cualquier raza.